# 小安山镇
小安山镇，是中华人民共和国山東省济宁市梁山县下辖的一个乡镇级行政单位。

## 行政区划
小安山镇下辖以下地区：
宋庄村、西唐村、祝庄村、何官屯村、范庄村、鹅鸭厂村、百忍庄村、杨堤口村、东张庄村、老王庄村、水屯村、四柳树村、三元井村、周庄村、曹庄村、闫楼村、义和庄村、陈庄村、高楼村、魏庄村、南张庄村、干鱼头村、黄河涯村、刘堂村、周楼村、张官屯村、董庄村、冯庄村、李官屯村、李楼村、彭村、谭庄村、解庄村、青堌堆村、新合村、闫集村和五星村。

## 人口
2010年中国第六次人口普查时，小安山镇共有人口48760人。共有家庭14875户，平均每户3.17人。14岁以下的少年儿童共10704人，占总人口21.95%；15-64岁人口共33546人，占总人口68.79%；65岁及以上的老年人共4510人，占总人口的9.249%。男性共计24391人，占总人口50.02%；女性共计24369人，占总人口49.97%。本地居住的人口中，拥有本地户籍的人口为47037人，占96.46%。